# De tranquillitate animi
De tranquillitate animi (Nederlands: Over de kalmte van de geest) is een filosofisch werk geschreven door Lucius Annaeus Seneca omstreeks het jaar 55 en gebundeld in zijn Dialogi. De filosoof richt het aan zijn jongere vriend Annaeus Serenus, die hij in vijftien thema's probeert af te helpen van zijn existentiële ontevredenheid.

## Nederlandse vertalingen
- Lucius Annaeus Seneca Minor. De gemoedsrust, vert. J. H. H. A. Indemans, 1950, 72 p.
- Seneca. Vragen en antwoorden, vert. Cornelis Verhoeven, 1983. ISBN 9789026305771
- Seneca. Dialogen, vert. Tjitte H. Janssen, 1996. ISBN 9789053522509
- Seneca. Innerlijke rust, vert. Vincent Hunink, 2013. ISBN 9789025300562